# Anyway
Anyway er titlen på Ste van Holms fjere fuldlængde album, der udkom i 2009.
'Anyway' er med sine ti skæringer det mest udadvendte album fra Ste van Holm. Genremæssigt læner Anyway sig op ad pop, disco og soul. Anyway er også det første album fra Ste van Holm uden instrumentale numre eller lydkollager. Eksperimenterne er blevet udskiftet med lyttevenlighed, og med en enkelt undtagelse har alle sangene et tempo på eller over 100 bpm.

Som på forgængeren Constructions varetages de vokale bidrag af en række forskellige sangere, men til forskel fra Constructions er alle sangere på Anyway af hunkøn.

Tekstmæssigt handler Anyway om at komme fra A til B. Både i ren fysisk forstand, men også i overført betydning. Tre af numrene handler om videnskabsfolks søgen efter nye opdagelser, som f.eks. i nummeret The Glow and its Shadow, hvor madame Curie undres over det svage blå lys hun ser i sit laboratorium.
Der findes på Anyway også en del sted-referencer, som f.eks. i nummeret Cloudberries hvor Lapporten i Sverige nævnes, eller i Garden of Exile hvor Atlasbjergene i Marokko danner rammen for en tolkning af Paul Bowles' roman The Sheltering Sky, en titel som i øvrigt også nævnes i sangen.

## Trackliste
- Parcel
- Sleepwalking
- The Trench
- Garden of Exile
- The Invention
- Cloudberries
- Euphoria
- Blue Sky Café
- The Glow and its Shadow
- Where are you now?

## Medvirkende
- Ste van Holm
- Klaus Schønning
- Troels Bech
- Stina Madelaire
- Edith Fabritius Tvede
- Ann-Reena Hougaard
- Eva Rothenberg

## Musikvideoer
Der blev i året efter Anyways udgivelse frigivet fire musikvideoer; Where Are You Now?, Euphoria, Cloudberries og The Trench